# یوهان چاپویس
یوهان چاپویس (انگلیسی: Johann Chapuis؛ زادهٔ ۱۵ ژانویهٔ ۱۹۷۵) بازیکن فوتبال سابق اهل فرانسه است.
از باشگاه‌هایی که در آن بازی کرده‌است می‌توان به باشگاه فوتبال نانسی اشاره کرد.